# Plymouth Road Runner
De Plymouth Road Runner is een model van het Amerikaanse automerk Plymouth dat van 1968 tot 1980 gebouwd werd. In 1968 waren enkele van de oorspronkelijke muscle cars niet langer de relatief goedkope, snelle auto's van weleer, omdat ze meer opties kregen en in prijs stegen. Plymouth ontwikkelde de Road Runner om een goedkoper basismodel te kunnen aanbieden als aanvulling op zijn luxe GTX.

## Naamgeving

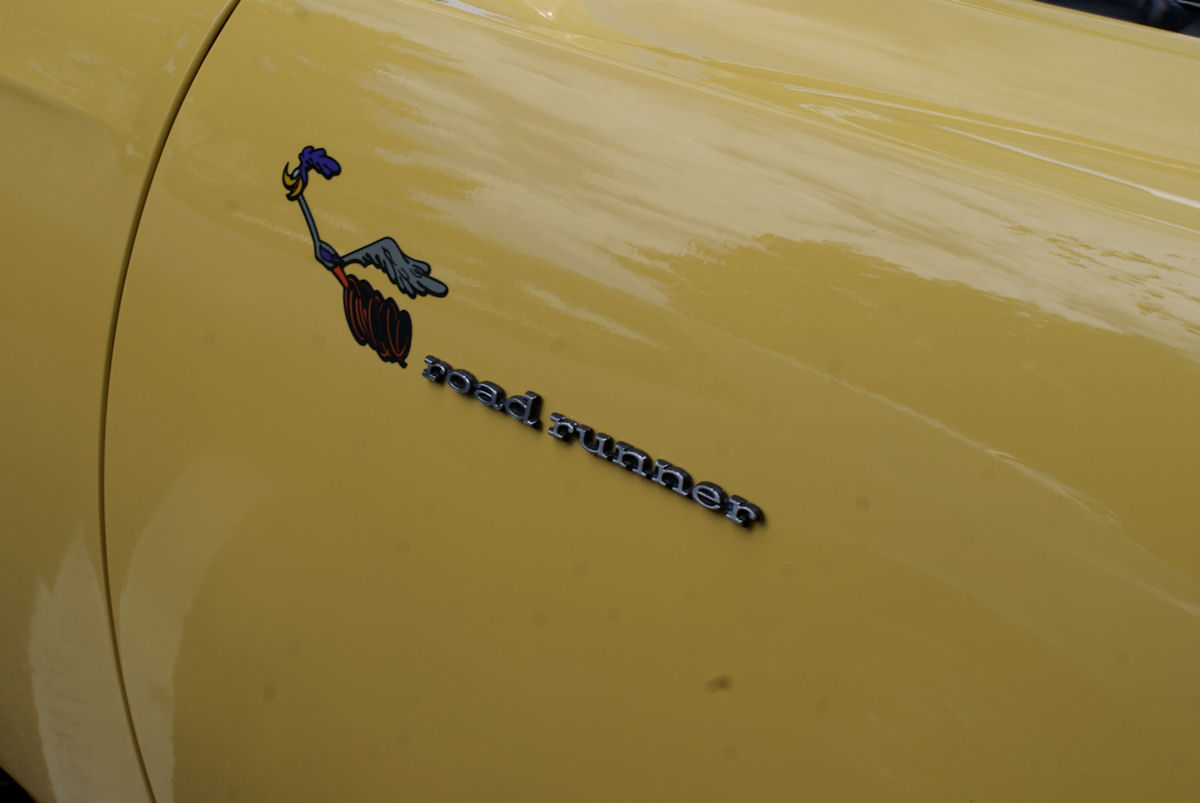
Plymouth Road Runner-embleem

Plymouth sloot een overeenkomst met Warner Bros.-Seven Arts om de naam en de afbeelding van de Road Runner uit de Looney Tunes/Merrie Melodies-tekenfilms te mogen gebruiken.
De Plymouth Road Runner is een rechttoe rechtaan middelgrote sportsedan die hetzelfde platform gebruikt als de Belvedere en de Satellite. De claxon van de auto maakte eveneens een miep-miep-geluid, net zoals het figuurtje in de tekenfilms.

## Eerste generatie (1968-1970)
Aanvankelijk was de Road Runner alleen verkrijgbaar als een tweedeurs coupé (met een B-stijl tussen het voorste en achterste zijraam), maar later in 1968 werd er ook een tweedeurs hardtop-model (zonder B-stijl) uitgebracht. De eerste generatie Road Runner was gebaseerd op de Belvedere.
De auto's werden aangedreven door een 6,3-liter V8-motor met een vermogen van 250 kW (340 pk), gekoppeld aan een handgeschakelde versnellingsbak met vier versnellingen. Optioneel was een drietraps automatische versnellingsbak leverbaar.
Het interieur was spartaans met een standaard vinyl zitbank, waarbij in de vroege modellen zelfs tapijten ontbraken. Er waren slechts weinig opties beschikbaar, waaronder stuurbekrachtiging en schijfremmen voor, een AM-radio, airconditioning en een automatische transmissie.
In 1969 werden er kleine wijzigingen aangebracht aan de achterlichten en het radiatorrooster en kregen de auto's optionele kuipstoelen en nieuwe Road Runner-emblemen. Het aanbod werd verder uitgebreid met een cabriolet-versie.
In 1970 kregen de auto's een facelift. De voorkant en de achterkant werden gewijzigd, met onder andere een nieuw radiatorrooster, motorkap, voorspatborden en zijpanelen. De zitbank was in stof of vinyl verkrijgbaar en er werden betere schijfremmen gemonteerd. De standaard versnellingsbak was voortaan een manuele transmissie met drie versnellingen, het motorenaanbod bleef ongewijzigd. De nieuwe kuipstoelen met hoge rugleuning en ingebouwde hoofdsteunen werden gedeeld met andere Chrysler-modellen.
De verkoop daalde in 1970 met meer dan 50% ten opzichte van het voorgaande jaar. Deze daling was het resultaat van de duurdere premies die verzekeringsmaatschappijen aanrekenden voor muscle cars. Bovendien introduceerde Plymouth in 1970 de Duster, een goedkopere muscle car die met zijn kleinere V8-motor van 205 kW (275 pk) in aanmerking kwam voor veel lagere verzekeringstarieven en die door zijn compactere carrosserie minstens even goed presteerde als de Road Runner.

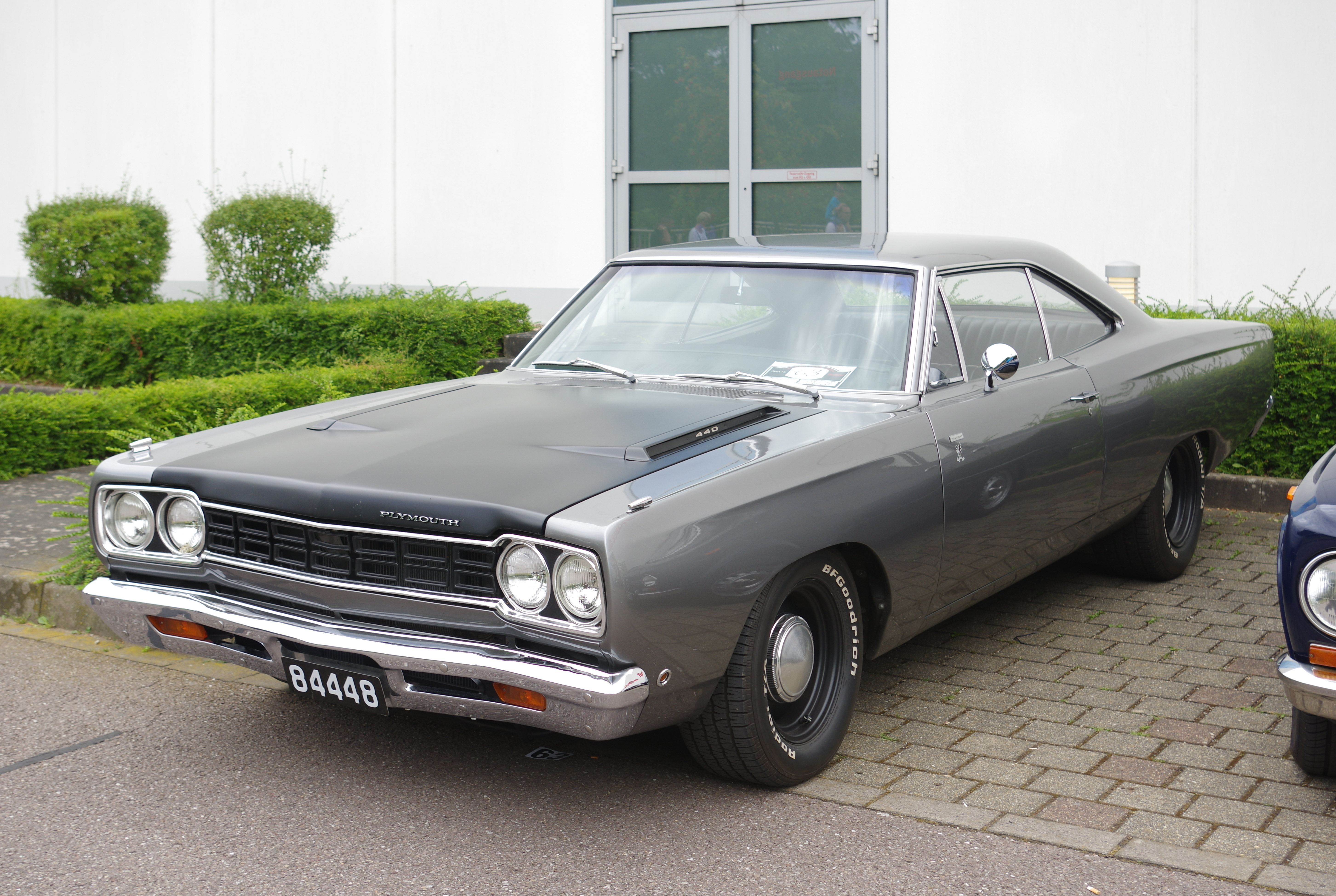
Plymouth Road Runner (1968)
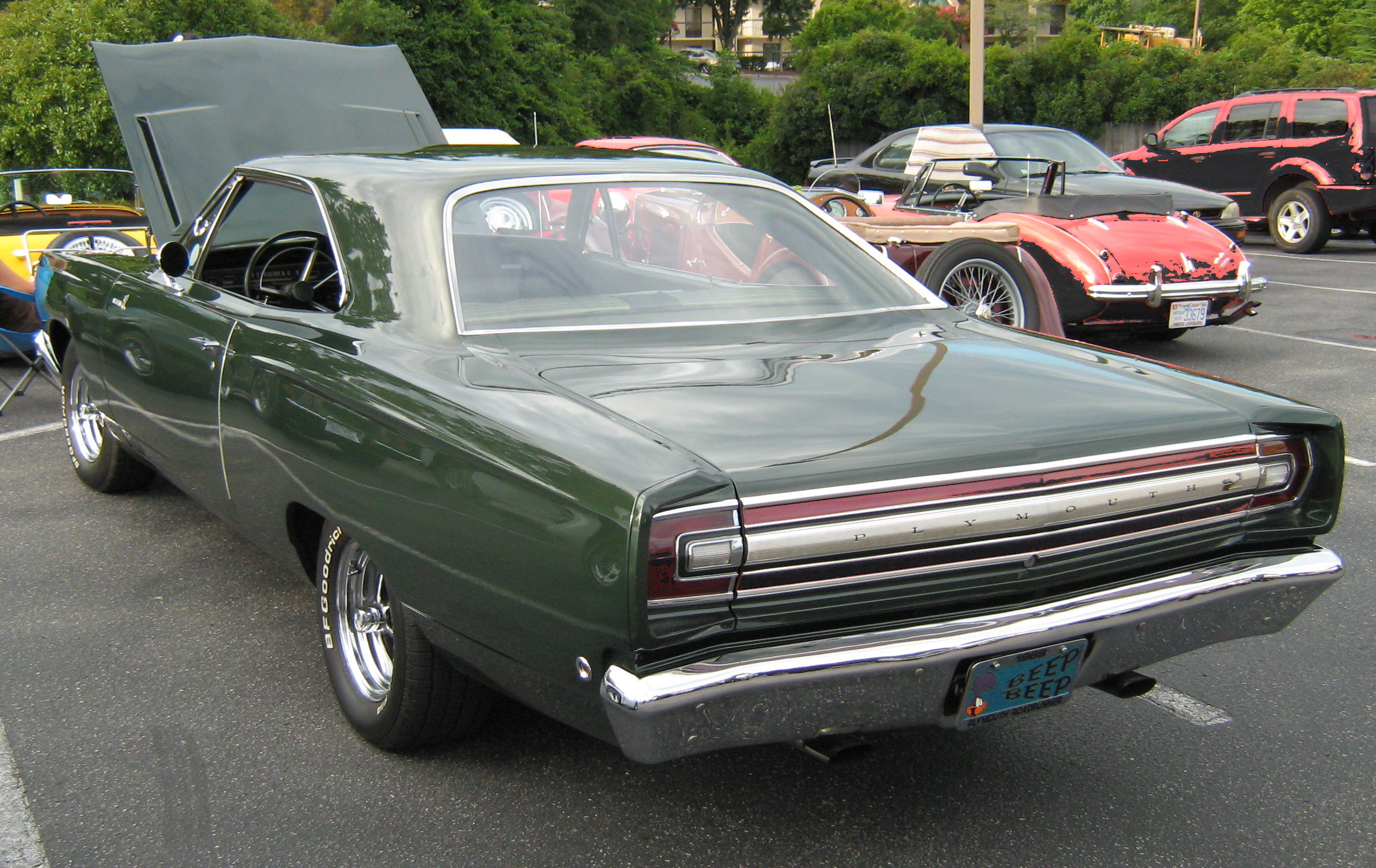
Plymouth Road Runner (1968), achteraanzicht
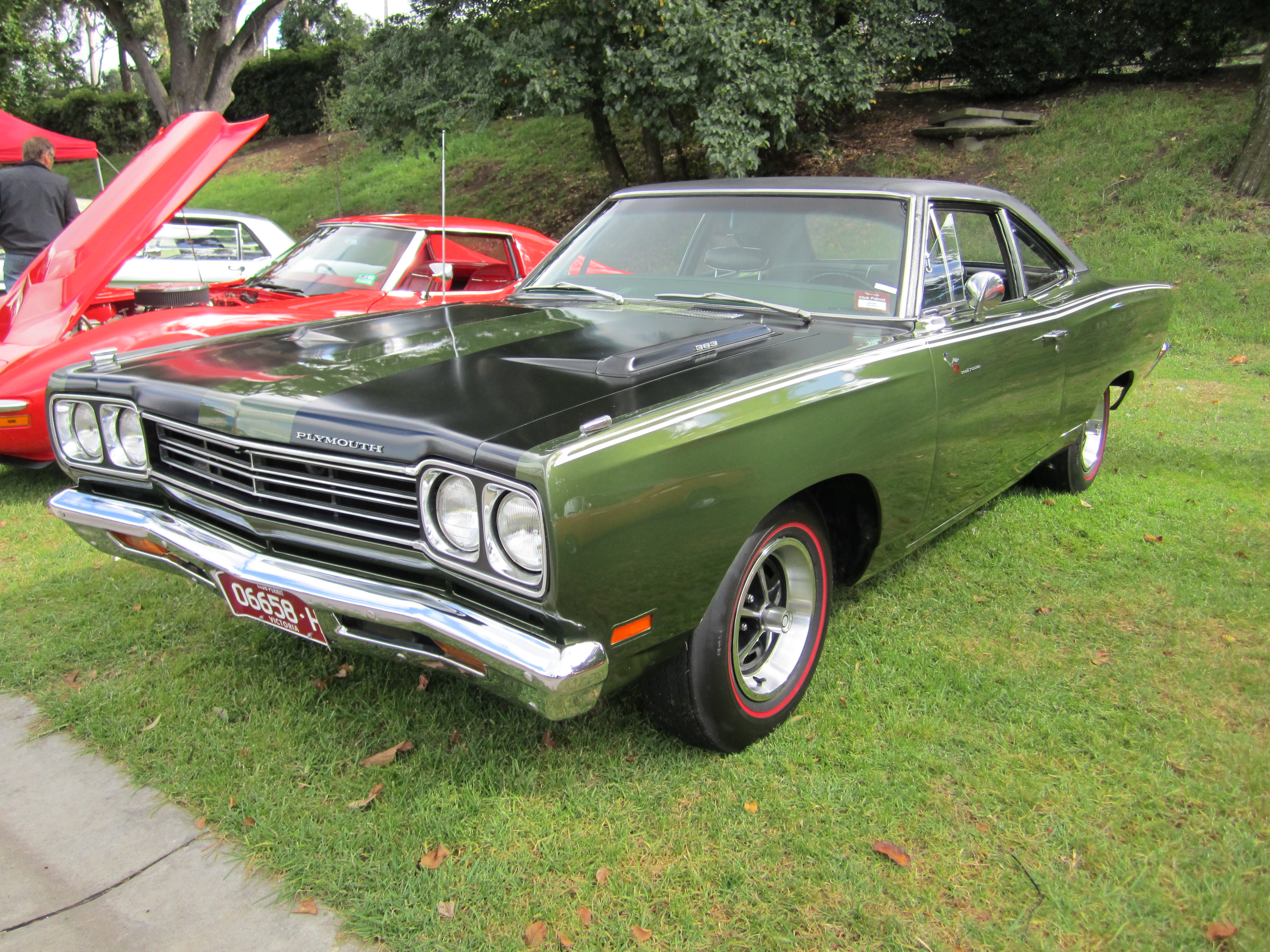
Plymouth Road Runner (1969)
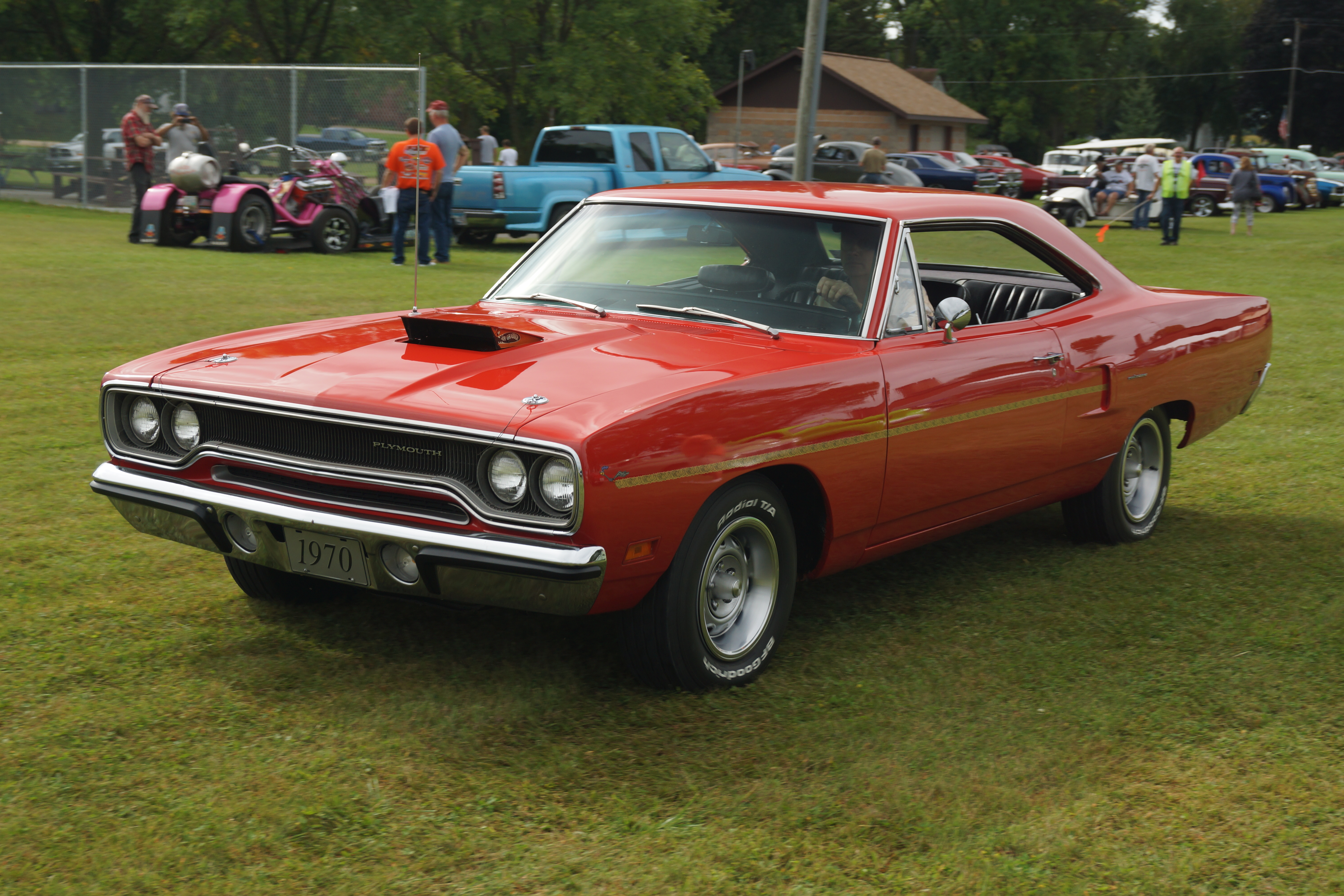
Plymouth Road Runner (1970)

## Tweede generatie (1971-1974)
In 1971 werd de carrosserie van de coupé volledig opnieuw ontworpen met meer afgeronde vormen, in overeenstemming met de toenmalige ontwerpstijl van Chrysler. De auto's kregen een sterk hellende voorruit en een diep verzonken grille en koplampen. De totale lengte nam toe, maar de wielbasis werd een centimeter ingekort. De aerodynamica was aanzienlijk verbeterd ten opzichte van de Road Runners van de eerste generatie, wat resulteerde in een sterk verbeterd rijgedrag bij hoge snelheden. Een cabriolet werd niet langer aangeboden.
Het interieur kon besteld worden met elektrisch verstelbare lederen zetels en dikke vloerbedekking en er werd extra geluidsisolatie aangebracht. Airconditioning en stuurbekrachtiging waren eveneens leverbaar. Het motorenaanbod werd uitgebreid met drie V8-motoren: een 5,6-liter, een 7,0-liter Hemi en een 7,2-liter. Het vermogen van de 6,3-liter V8-motor kon beperkt worden tot 224 kW (300 pk), waardoor deze niet onderhevig was aan de dure verzekeringspremies voor muscle cars.
Door de nieuwe emissienormen die in 1972 uitgevaardigd werden, moest het motorvermogen verder beperkt worden. De standaard 6,3-liter V8-motor werd vervangen door een minder performante 6,6-liter V8-motor. De 5,6-liter en de 7,2-liter V8-motoren bleven beschikbaar, de 7,0-liter Hemi werd niet langer aangeboden. De compressieverhouding van alle motoren werd verlaagd om het gebruik van loodarme of loodvrije benzine mogelijk te maken en om te voldoen aan de nieuwe emissievoorschriften.
In 1973 werd een grote facelift doorgevoerd. De voorkant van de auto's kreeg een hoekige, meer conventionele styling en de veranderingen aan de achterkant leken sterk op de vierdeursmodellen van Plymouth. In het interieur werden de elektrische ramen en elekrisch verstelbare zetels behouden en werd een iets hoger niveau van luxe aangeboden. De basismotor werd de alledaagse 5,2-liter V8-motor van Chrysler die dankzij het gebruik van dubbele uitlaten nog een vermogen van 127 kW (170 pk) leverde. Deze motor was gekoppeld aan een handgeschakelde transmissie met drie versnellingen. De topsnelheid daalde tot nauwelijks meer dan 201 km/u, waardoor de Road Runner verder dan ooit van de status van muscle car verwijderd was.

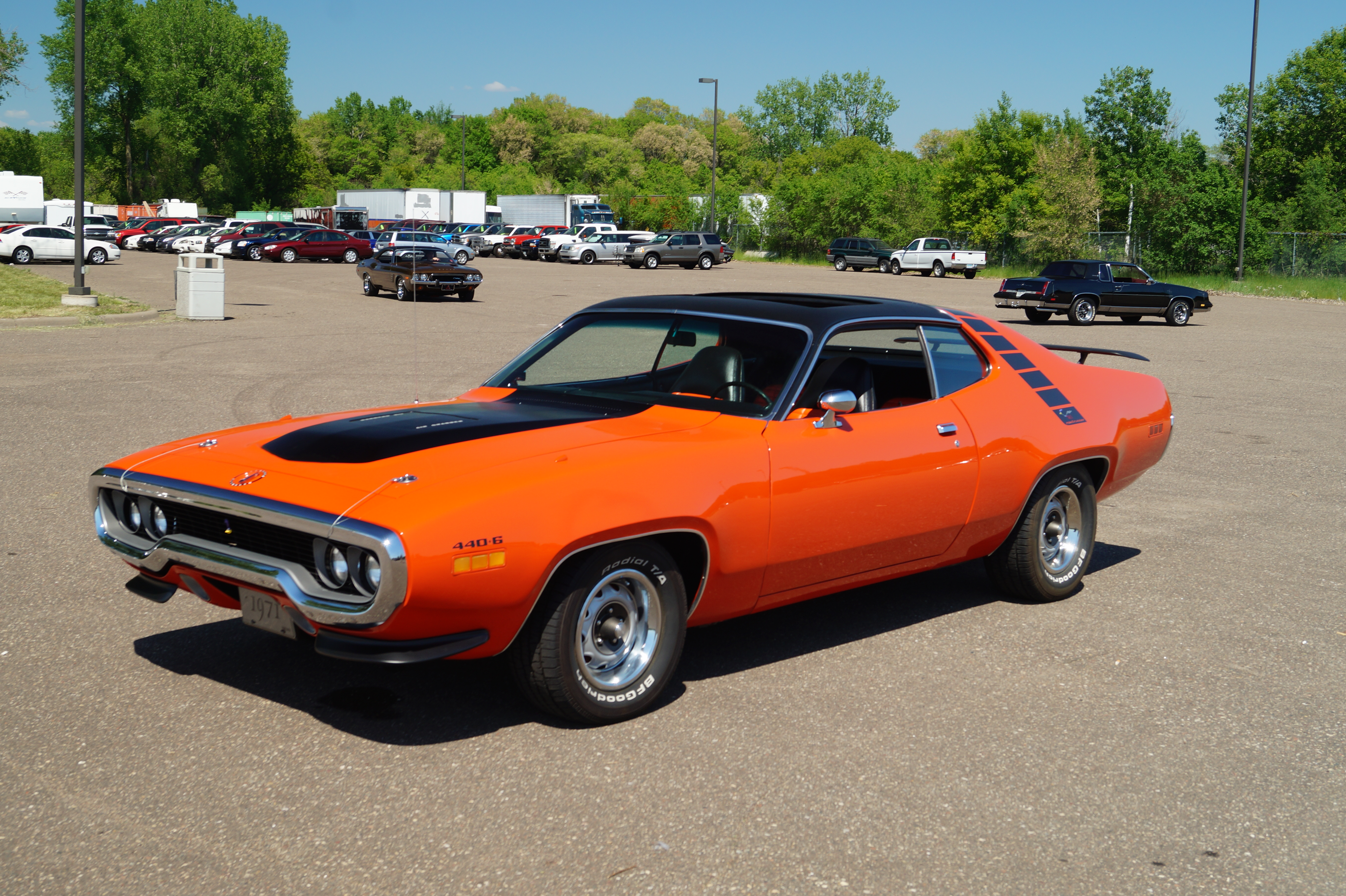
Plymouth Road Runner (1971)
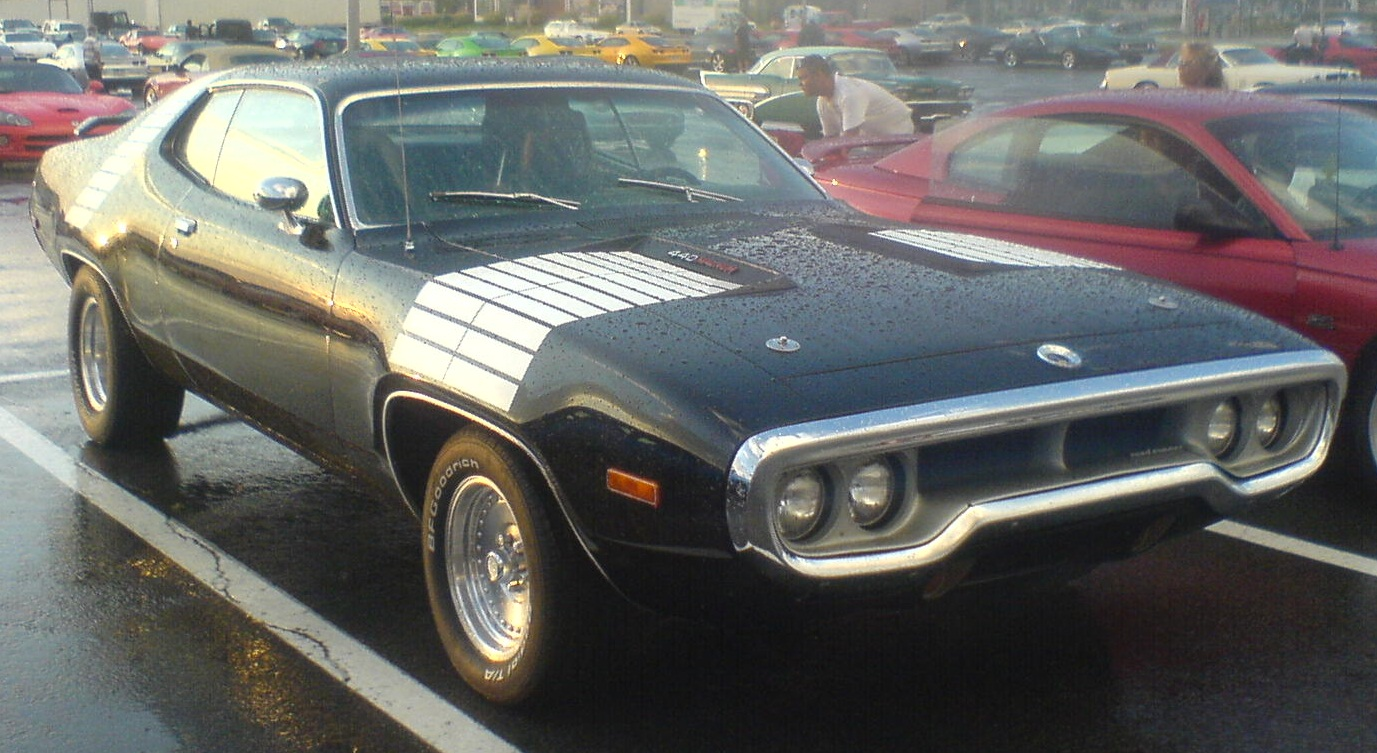
Plymouth Road Runner (1972)
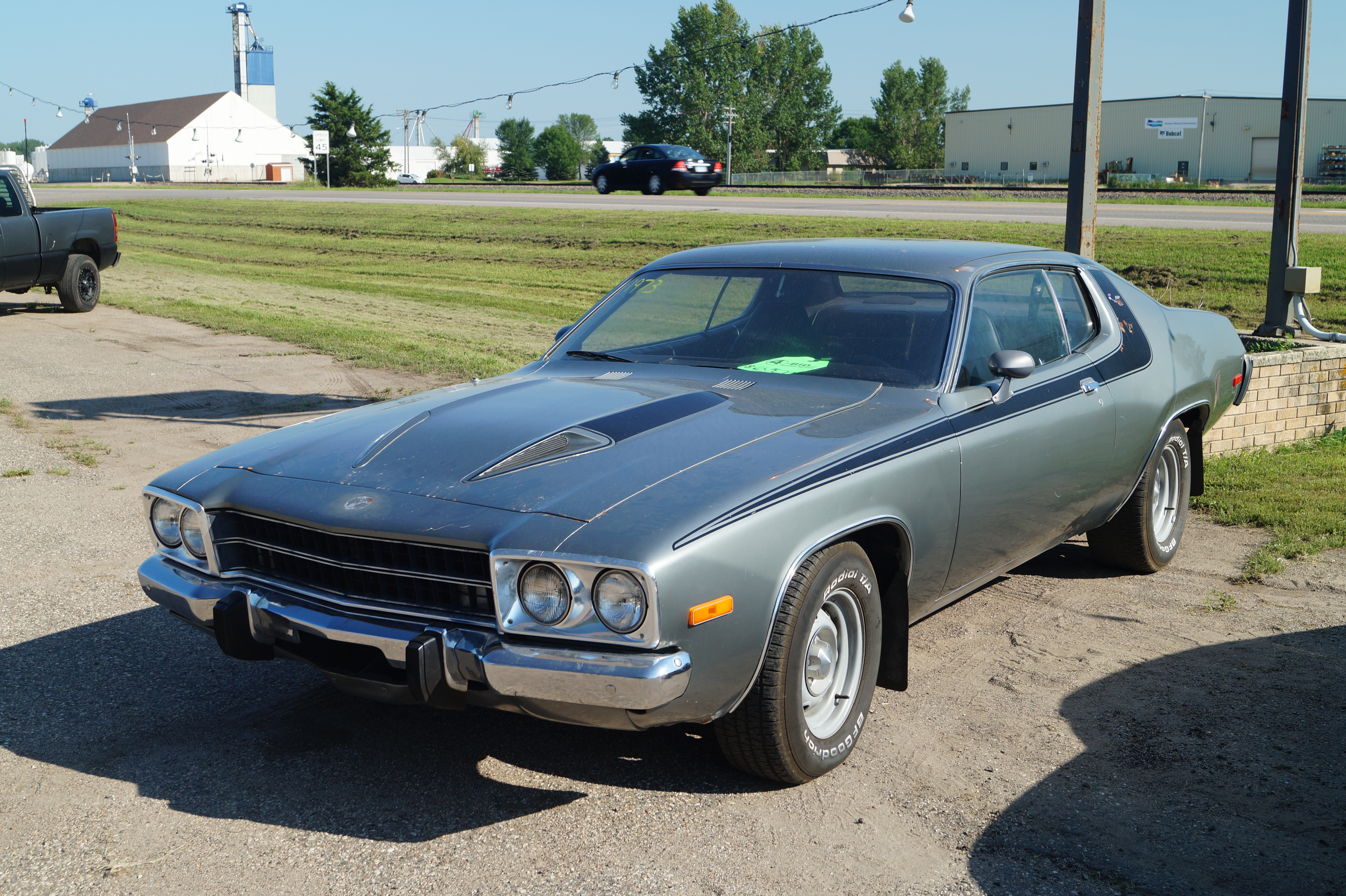
Plymouth Road Runner (1973)
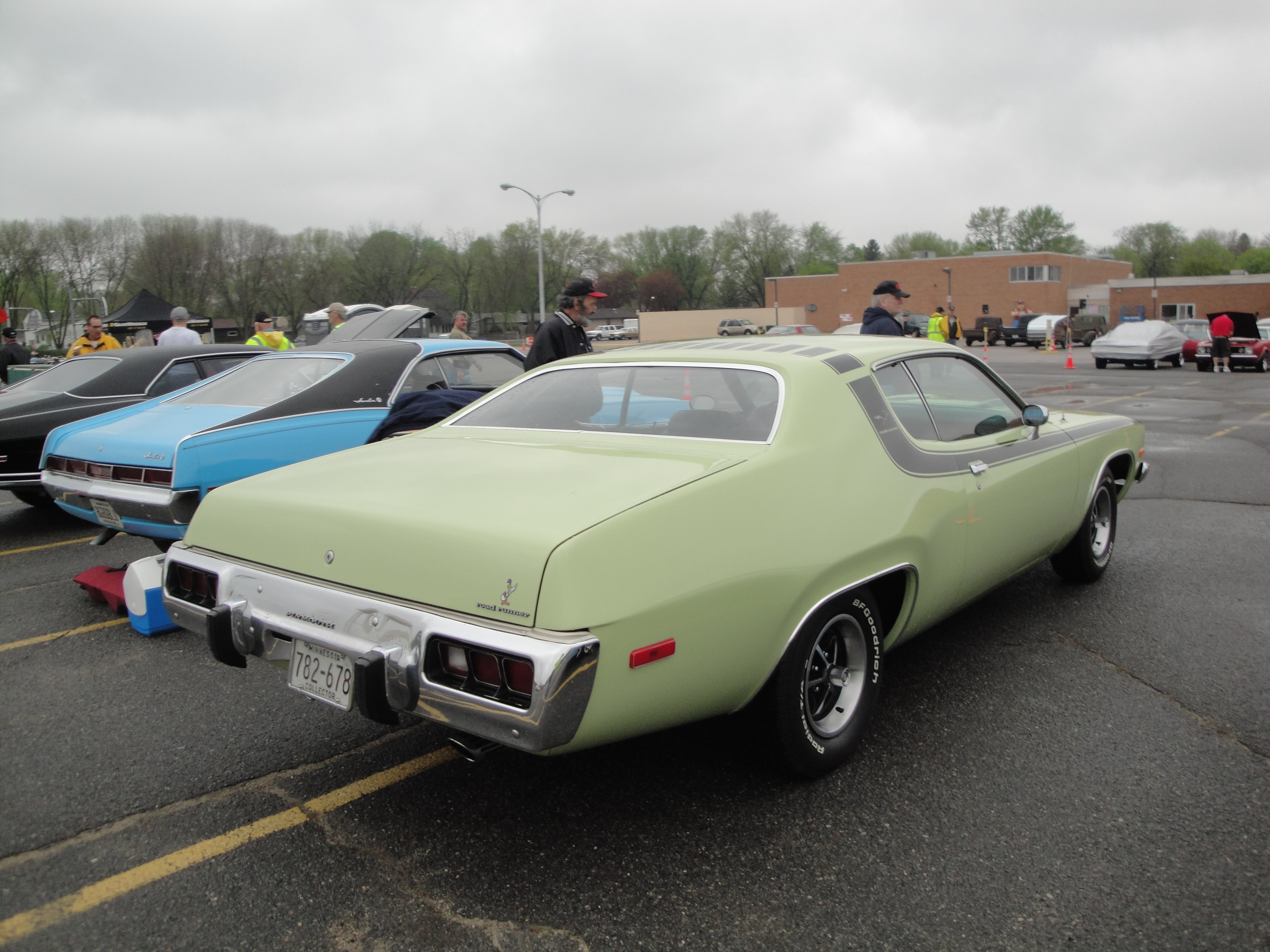
Plymouth Road Runner (1973), achteraanzicht
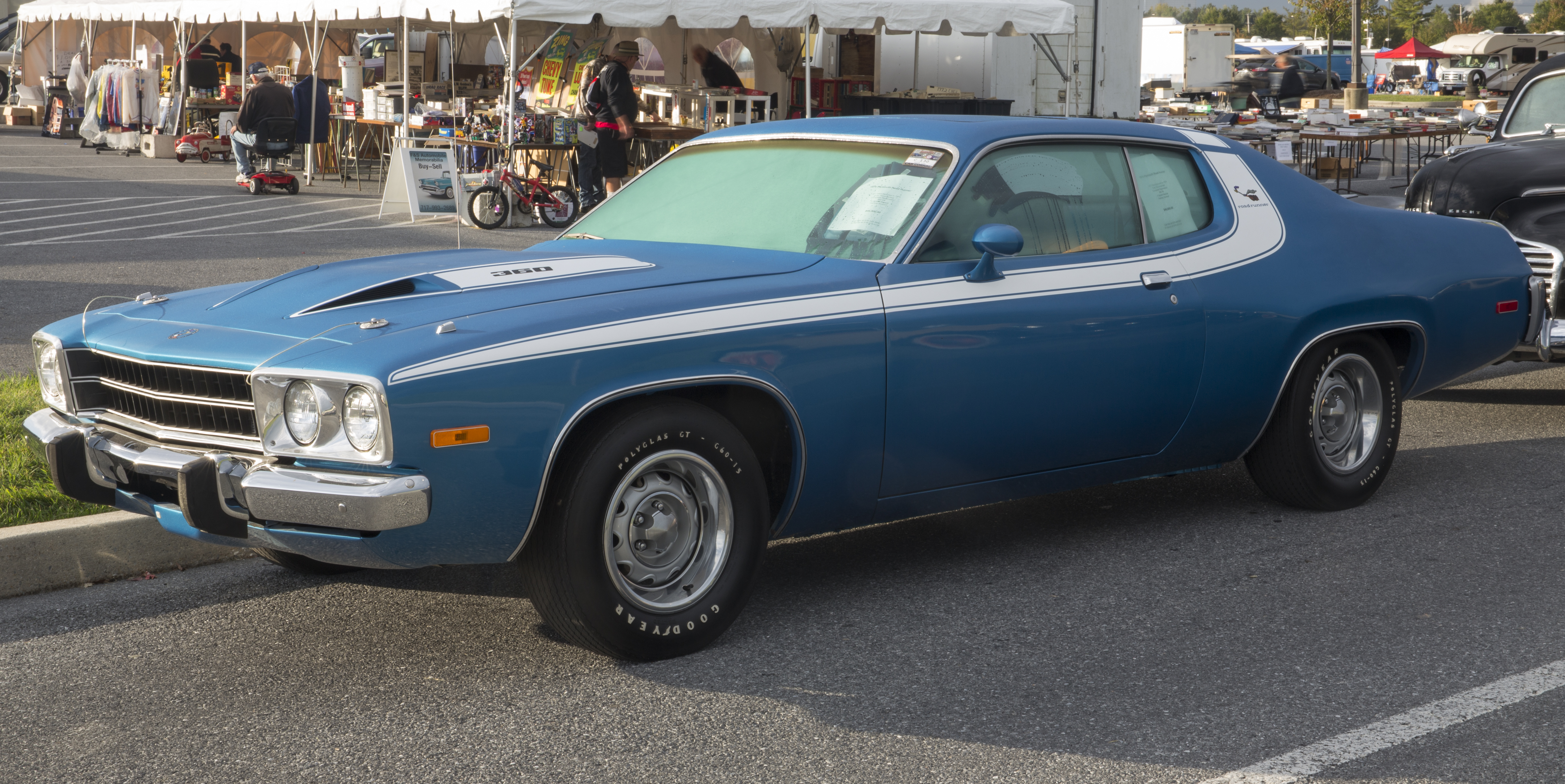
Plymouth Road Runner (1974)

## Derde generatie (1975)
De derde generatie uit 1975 was gebaseerd op de recent daarvoor gerestylde Fury en had een meer conventioneel ogende carrosserie. Net als de Fury kon de Road Runner besteld worden met een luxe interieur, rally-instrumenten in het dashboard, elektrisch verstelbare zetels en elektrische ramen. De Road Runner werd geleverd met een verduisterd radiatorrooster, een robuuste ophanging en een speciaal strepenpatroon om hem te onderscheiden van de Fury.
De 5,2-liter V8 was nog steeds de standaardmotor, maar nu met slechts een enkele uitlaat en 108 kW (145 pk). Verder bestond het motorenaanbod uit een 5,9-liter V8 van 127 kW (170 pk) met enkele uitlaat, een krachtige 5,9-liter V8 van 164 kW (220 pk) met dubbele uitlaat en drie 6,6-liter V8-motoren van respectievelijk 119 kW (160 pk) en 138 kW (185 pk) beide met enkele uitlaat en van 175 kW (235 pk) met dubbele uitlaat.
Met de krachtigste 6,6-liter V8-motor haalde de Road Runner een topsnelheid van 195 km/u, weliswaar respectabel voor die tijd maar slechts een schaduw van de cijfers uit 1970.

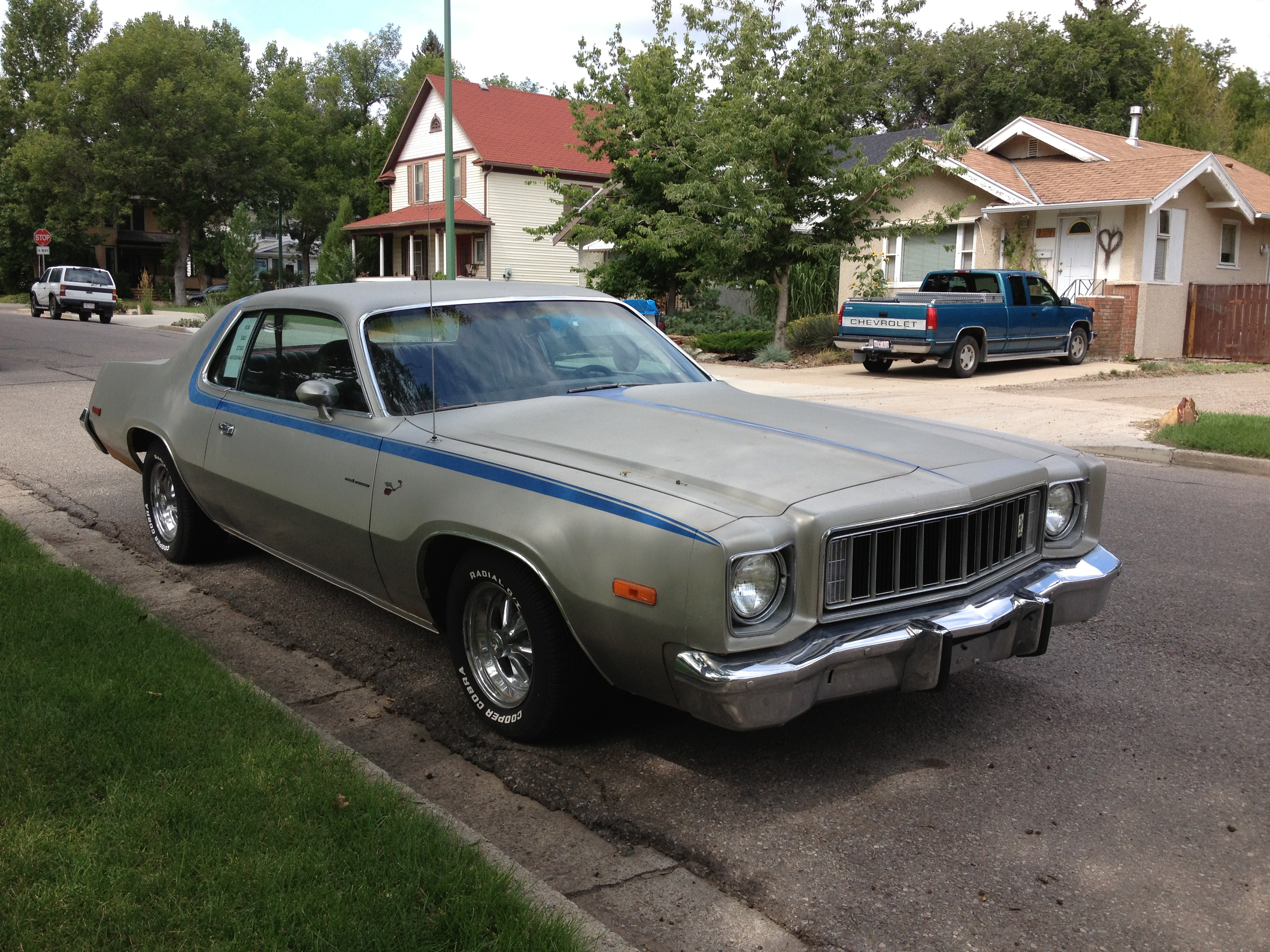
Plymouth Road Runner (1975)
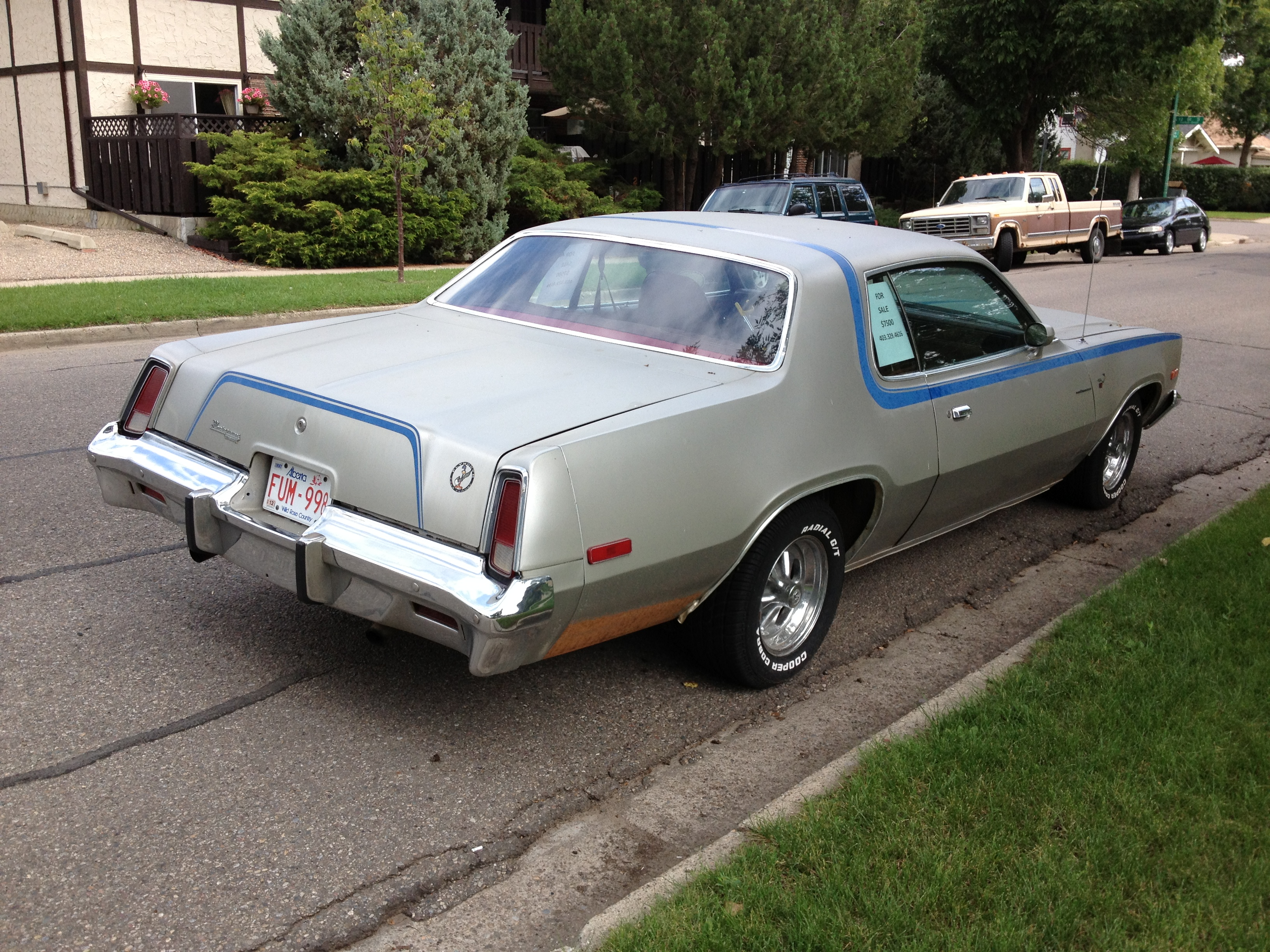
Plymouth Road Runner (1975), achteraanzicht

## Uitrustingsniveau (1976-1980)

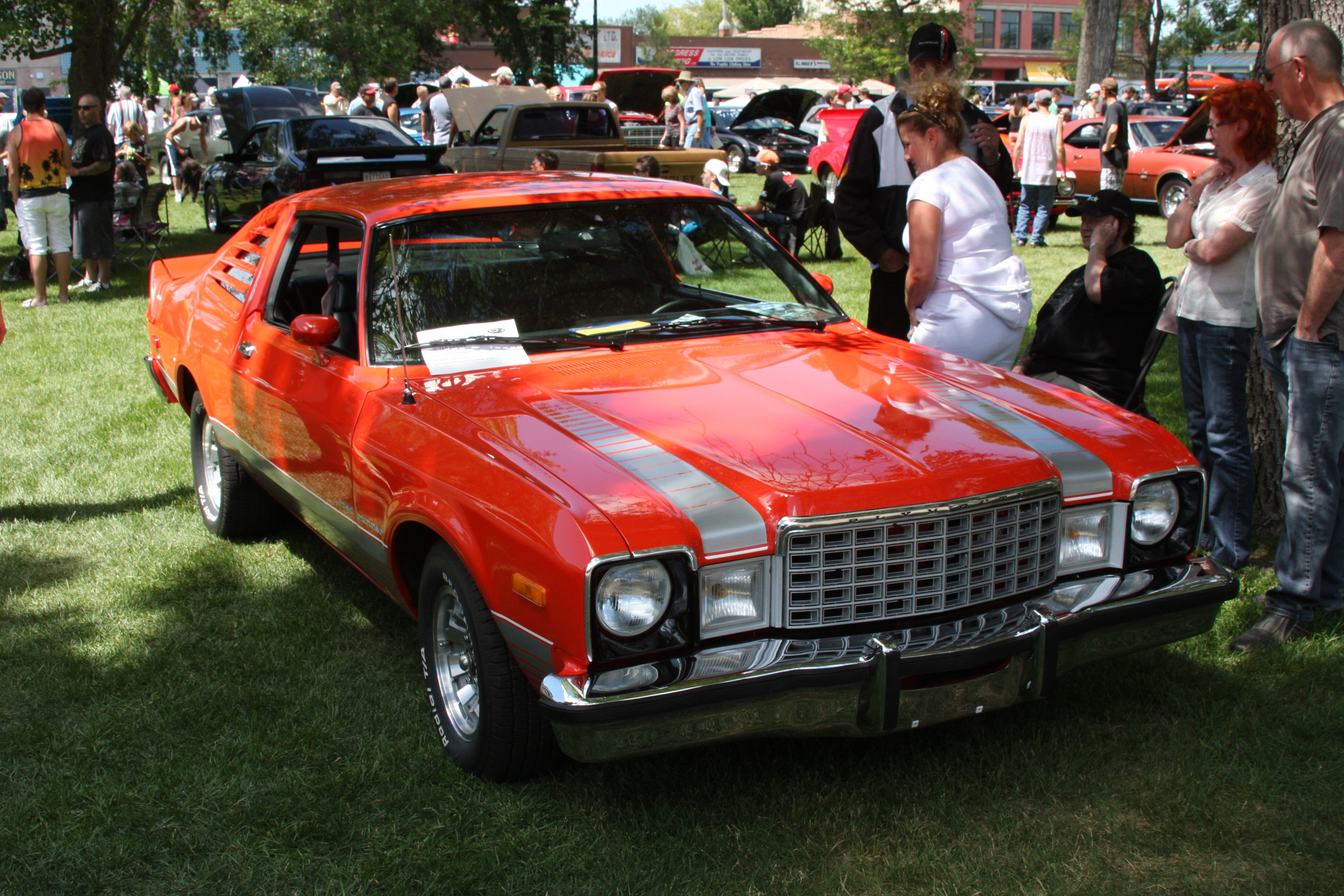
Plymouth Volaré Road Runner

Vanaf 1976 werd de naam Road Runner gebruikt voor een uitrustingsniveau van de nieuwe Plymouth Volaré. De standaardmotor in dit uitrustingspakket was de 5,2-liter V8-motor. In 1976 en 1977 werd een 5,9-liter V8-motor van 119 kW (160 pk) met enkele uitlaat als optie aangeboden in combinatie met een drietraps automatische versnellingsbak.
In 1978 en 1979 werd de 5,9-liter V8-motor aangeboden met een vermogen van 145 kW (195 pk) met dubbele uitlaat. In 1979 was de standaardmotor een 3,7-liter zes-in-lijnmotor. In 1980 werd de 5,9-liter V8-motor niet meer aangeboden, waardoor de 5,2-liter V8-motor de krachtigste motor werd.
De Road Runner bleef onderdeel van de Volaré-lijn tot de stopzetting ervan in 1980.